# Consentimento (escolha)
Consentimento ocorre quando uma pessoa concorda voluntariamente com a proposta ou os desejos de outra. Trata-se de um termo de uso comum, com definições específicas em áreas como o direito, a medicina, a pesquisa e o consentimento sexual. O consentimento, entendido em contextos específicos, pode diferir do seu significado cotidiano. Por exemplo, uma pessoa com um transtorno mental, com baixa idade mental ou abaixo da idade de consentimento sexual legal pode, de boa vontade, participar de um ato sexual que, mesmo assim, não atinge o limiar legal de consentimento conforme definido pela legislação aplicável.
Agências e iniciativas das Nações Unidas em programas de educação sexual acreditam que ensinar o tema do consentimento como parte de uma educação abrangente em sexualidade é benéfico.
Os tipos de consentimento incluem o consentimento tácito, o consentimento expresso, o consentimento informado e o consentimento unânime.

## Tipos
- Uma manifestação de consentimento é aquela que é afirmada de forma inequívoca, e não apenas implícita. Pode ser dada por escrito, por exemplo, em um Contrato,[3] por palavras faladas (oralmente), ou por comunicação não verbal, por exemplo, por meio de um gesto claro, como um aceno de cabeça. O consentimento expresso não documentado por escrito, e sem evidência por testemunhas ou gravação em áudio ou vídeo, pode ser questionado caso uma Parte (lei) negue que tenha sido concedido.
- O consentimento tácito é aquele inferido a partir das ações da pessoa e dos fatos e circunstâncias de uma situação específica (ou, em certos casos, pelo silêncio ou inação). Exemplos incluem solicitar ou iniciar, de forma inequívoca, uma atividade sexual ou o consentimento tácito ao contato físico por participantes em um jogo de hóquei ou mesmo durante uma luta de boxe.
- O consentimento informado na medicina é o consentimento dado por uma pessoa que possui plena compreensão dos fatos, implicações e consequências futuras de uma ação. O termo também é empregado em outros contextos, como na pesquisa em ciências sociais, quando os participantes afirmam compreender os procedimentos de pesquisa e consentem com eles, ou no âmbito sexual, onde o consentimento informado significa que cada pessoa envolvida na atividade sexual está ciente de quaisquer riscos relativos a infecções e/ou doenças sexualmente transmissíveis.
- O consentimento unânime, ou consentimento geral, de um grupo de diversas partes (por exemplo, uma associação) é o consentimento dado por todas as partes.
- O consentimento substituído, ou a doutrina do julgamento substituto, permite a um decisor tentar estabelecer qual decisão uma pessoa incompetente teria tomado se fosse capaz.[4]
- O consentimento antecipado, quando dado previamente, é geralmente considerado inválido[5] com certas exceções dependendo da jurisdição para diretiva antecipada de cuidados de saúde,[6] Contratos comerciais,[7] e outros.[8][9][10]
- O consentimento pode ser definido de acordo com a igualdade substantiva.[5]
- No direito internacional, o consentimento envolve Estados, e não indivíduos. Trata-se de um princípio crucial que exige o acordo de todas as partes relevantes para que qualquer mudança nas regras seja legalmente vinculativa. Contudo, alguns juristas propõem que um consenso entre os Estados, em vez do consentimento explícito de cada um, pode ser o parâmetro pelo qual uma regra é considerada obrigatória e exequível.[11]

## Internet e serviços digitais
O conceito de consentimento dado pelo usuário final desempenha um papel importante nas regulações digitais, como o Regulamento Geral de Proteção de Dados (GDPR) europeu.
O GDPR (Artigo 6) define um conjunto de bases legais para o tratamento lícito de dados pessoais. O consentimento dos usuários finais é apenas uma dessas bases. Contudo, como resultado da aplicação do GDPR (a partir de 2018) e de outras obrigações legais, os controladores de dados (fornecedores de serviços online) têm desenvolvido, de maneira ampla, mecanismos para obtenção do consentimento nos últimos anos.
De acordo com o GDPR, o consentimento dos usuários finais deve ser válido, livremente dado, específico, informado e ativo.
Entretanto, a dificuldade de se impor a obtenção de consentimentos lícitos tem sido um desafio no mundo digital. Por exemplo, um estudo de 2020 demonstrou que as Big Tech, isto é, Google, Amazon, Facebook, Apple e Microsoft (GAFAM) utilizam padrões obscuros em seus mecanismos de obtenção de consentimento, o que levanta dúvidas quanto à licitude do consentimento obtido.

## Responsabilidade civil
O consentimento pode ser tanto expresso quanto tácito. Por exemplo, a participação em um esporte de contato geralmente implica consentimento para um certo grau de contato com os demais participantes, entendido implicitamente e frequentemente definido pelas regras do esporte.
Outro exemplo específico ocorre quando um boxeador não pode reclamar de ter sido atingido no nariz por um oponente; o consentimento tácito será considerado válido quando a violência for normal e razoavelmente entendida como incidental ao esporte em questão.
O consentimento expresso existe quando há acordo oral ou escrito, particularmente em um Contrato. Por exemplo, empresas podem exigir que as pessoas assinem um waiver (chamado de termo de isenção de responsabilidade) reconhecendo e aceitando os riscos de uma atividade. Isso comprova o consentimento expresso e impede que a pessoa mova uma ação de responsabilidade civil por atos não autorizados.
No direito inglês, o princípio volenti non fit injuria (Latim: "para uma pessoa disposta, a lesão não se efetua") aplica-se não somente aos participantes do esporte, mas também a espectadores e demais indivíduos que, voluntariamente, se envolvem em atividades onde há risco de lesão. O consentimento também tem sido usado como defesa em casos envolvendo mortes acidentais durante o sexo, ocorrendo, por exemplo, durante o bondage sexual. Time (23 de maio de 1988) referiu-se a esse exemplo como a "defesa do sexo violento". Tal defesa não é eficaz no direito inglês em casos de lesões graves ou morte.
No âmbito da jurisprudência, a prévia manifestação do consentimento configura uma possível defesa (uma excuse ou justificativa) contra a responsabilidade civil ou criminal. Réus que utilizam essa defesa argumentam que não deveriam ser responsabilizados por uma infração civil ou um crime, uma vez que as ações em questão ocorreram com o consentimento e a permissão prévia do autor ou "da vítima".

## Medicina
No direito médico, o consentimento é fundamental para proteger o profissional de saúde de responsabilizações por danos causados a um paciente decorrentes de um procedimento. Existem isenções, como quando o paciente está incapaz de fornecer consentimento.
Além disso, o profissional de saúde deve explicar os riscos significativos de um procedimento ou medicação (aqueles que possam influenciar a decisão do paciente em prosseguir ou não com o tratamento) antes de o paciente fornecer um consentimento vinculante. Esse assunto foi abordado na Austrália em Rogers v Whitaker. Se o profissional deixar de explicar um risco material que se concretize posteriormente, tal omissão é considerada negligência. Esses riscos materiais incluem a perda da chance de um resultado melhor caso um cirurgião mais experiente tivesse realizado o procedimento.
No Reino Unido, um acórdão do Supremo Tribunal modernizou a legislação sobre o consentimento, introduzindo um teste centrado no paciente: permitindo que este, e não os profissionais de saúde, decida o nível de risco que deseja assumir em relação a uma determinada conduta, com base em todas as informações disponíveis. Essa mudança reflete a orientação do General Medical Council quanto à necessidade de consentimento dos pacientes e elimina a prática do paternalismo médico.

## Pesquisa em ciências sociais
Cientistas sociais geralmente são obrigados a obter o consentimento informado dos participantes de pesquisa antes de realizar entrevistas ou conduzir experimentos. A legislação federal rege a pesquisa em ciências sociais envolvendo sujeitos humanos e atribui a organismos como os comitê de ética em pesquisa (IRBs) – presentes em universidades, agências federais ou estaduais e organizações tribais – a supervisão dessas pesquisas, decidindo se o consentimento informado é necessário para o prosseguimento de um estudo.
Neste contexto, o consentimento informado significa, em geral, explicar aos participantes o objetivo do estudo e obter uma confirmação, seja por escrito ou verbal, de que eles compreenderam os procedimentos a serem adotados e consentem em participar do estudo.:51–55
Alguns tipos de pesquisa em ciências sociais, como experimentos psicológicos, podem empregar a enganação como parte do estudo; nesses casos, os pesquisadores podem não descrever completamente os procedimentos aos participantes, que, consequentemente, não ficam totalmente informados. Contudo, é obrigação dos pesquisadores realizar o debriefing imediatamente após a conclusão do experimento. Certas populações são consideradas vulneráveis e, além do consentimento informado, devem ser garantidas proteções especiais. Isso inclui pessoas encarceradas, mulheres grávidas, indivíduos com deficiências e aqueles com transtornos mentais. Crianças são consideradas incapazes de fornecer consentimento informado.:51–55

## Direito urbanístico
Alguns países, como a Nova Zelândia, com a sua Lei de Gerenciamento de Recursos de 1991 e sua Lei de Construção, utilizam o termo "consentimento" para o processo legal que confere a permissão de planejamento para empreendimentos como loteamentos, pontes ou edifícios. Obter essa permissão resulta em conseguir o "consentimento para recursos" ou o "consentimento para construção".

## Atividade sexual
No Canadá, "consentimento significa [...] o acordo voluntário do reclamante para se envolver em atividade sexual" sem abuso ou exploração de "confiança, poder ou autoridade", coerção ou ameaças.
O consentimento também pode ser revogado a qualquer momento.
O Supremo Tribunal da Colúmbia Britânica decidiu que a mera insistência, seguida de um acordo, não atinge o limiar de coerção necessário para invalidar o consentimento.
A prática do consentimento sexual tem papel crucial na definição do que constitui agressão sexual, já que a atividade sexual sem o consentimento de todas as partes é considerada rape.
No final dos anos 1980, a acadêmica Lois Pineau argumentou que seria necessário avançar para um modelo de sexualidade mais comunicativo, no qual o consentimento se torne mais explícito, claro, objetivo e multifacetado, superando modelos como "não significa não" ou "sim significa sim".
Muitas universidades instituíram campanhas sobre consentimento. Campanhas criativas com slogans e imagens impactantes que promovem o consentimento podem ser ferramentas eficazes para aumentar a conscientização sobre agressões sexuais em campi universitários e questões correlatas.
Desde o final dos anos 1990, novos modelos de consentimento sexual foram propostos. Especificamente, o desenvolvimento dos modelos "sim significa sim" e afirmativo, como na definição de Hall: "a aprovação voluntária do que é feito ou proposto por outrem; permissão; concordância em opinião ou sentimento."
Hickman e Muehlenhard afirmam que o consentimento deve ser "a comunicação verbal ou não verbal livre de uma sensação de disposição" para se engajar em atividade sexual.
O consentimento afirmativo pode, contudo, apresentar limitações, uma vez que as circunstâncias individuais subjacentes ao consentimento nem sempre podem ser contempladas nos modelos "sim significa sim" ou "não significa não".
Alguns indivíduos são incapazes de dar consentimento. Menores, abaixo de uma determinada idade – ou seja, a idade de consentimento naquela jurisdição – são considerados legalmente incapazes de oferecer consentimento válido para atos sexuais. Da mesma forma, pessoas com Alzheimer's disease ou deficiências semelhantes podem não ser capazes de fornecer consentimento legal para relações sexuais, mesmo com o cônjuge.
Na literatura, as definições acerca do consentimento e de como ele deve ser comunicado têm sido contraditórias, limitadas ou desprovidas de consenso.
Roffee argumentou que a definição legal precisa ser universal, a fim de evitar ambiguidades nas decisões judiciais. Ele também demonstrou como a noção moral de consentimento nem sempre se alinha ao conceito jurídico. Por exemplo, alguns irmãos adultos ou outros familiares podem voluntariamente iniciar um relacionamento; contudo, o sistema jurídico ainda interpreta isso como incesto, e, portanto, como crime.
Roffee sustenta que o emprego de uma linguagem específica na legislação sobre essas atividades sexuais familiares conduz o leitor a interpretá-las como imorais e criminosas, mesmo havendo consentimento de todas as partes.
De modo semelhante, algumas crianças abaixo da idade legal de consentimento podem, conscientemente e de forma voluntária, escolher estar em um relacionamento sexual; entretanto, a lei não considera tal situação legítima. Embora haja a necessidade de uma idade de consentimento, ela não permite diferentes níveis de consciência e maturidade. Esse exemplo ilustra como as compreensões moral e jurídica nem sempre se coincidem.
Iniciativas em programas de educação sexual têm buscado incluir e dar destaque às discussões sobre o consentimento sexual, inserindo-o nos currículos do ensino fundamental, médio e superior. No Reino Unido, a Personal Social Health and Economic Education Association (PSHEA) tem trabalhado para produzir e introduzir planos de aula que abordem, nas escolas britânicas, temas como "relacionamentos sexuais consensuais", "o significado e a importância do consentimento" e até mesmo "mitos sobre estupro".
Nos Estados Unidos, a Universidade da Califórnia, Berkeley, implementou políticas de consentimento afirmativo e contínuo em sua educação.
No Canadá, o governo de Ontário introduziu um currículo revisado de educação sexual em escolas de Toronto, incluindo novas discussões sobre sexo e consentimento afirmativo, relacionamentos saudáveis e comunicação.

### Consentimento afirmativo
O consentimento afirmativo (um "sim" entusiástico) ocorre quando ambas as partes concordam com a conduta sexual, seja por meio de uma comunicação verbal clara ou através de sinais e gestos não verbais.
Envolve a comunicação e a participação ativa dos envolvidos. Essa é a abordagem defendida por faculdades e universidades nos Estados Unidos, que descrevem o consentimento como uma "decisão afirmativa, inequívoca e consciente de cada participante para se envolver em uma atividade sexual mutuamente acordada."
Segundo Yoon-Hendricks, redatora da Sex, Etc., "ao invés de dizer 'não significa não', 'sim significa sim' enxerga o sexo como algo positivo."
O consentimento contínuo é buscado em todos os níveis de intimidade sexual, independentemente do relacionamento entre as partes, da história sexual prévia ou da atividade em curso (uma política universitária afirma, por exemplo, que "dançar intimamente na pista não é consentimento para atividade sexual adicional").
Por definição, o consentimento afirmativo não pode ser dado se a pessoa estiver intoxicada, inconsciente ou adormecida.

### Críticas ao consentimento afirmativo
O conceito de consentimento afirmativo tem se tornado mais popular e promovido no debate público, em instituições e no ambiente de trabalho, especialmente após os escândalos do #MeToo. Entretanto, feministas de diferentes orientações políticas têm expressado preocupações e críticas a esse modelo como solução para a agressão sexual e para a promoção da igualdade e autonomia sexual entre os gêneros.
Se mulheres, pessoas queer e outros grupos marginalizados não têm liberdade para dizer não, por que teriam liberdade para dizer sim?
As feministas têm buscado alternativas mais transformadoras que ultrapassem um mero acordo (verbal) entre parceiros sexuais, analisando a questão como uma problemática política relacionada às estruturas de poder, à influência das percepções neoliberais sobre o eu e à complexidade do desejo humano.

#### Contratualismo neoliberal e racionalismo
A forma comum de consentimento afirmativo pressupõe que os seres humanos atuem como indivíduos racionais e independentes que, em qualquer interação, estão plenamente cientes do que estão (não) consentindo, se desejam e se são capazes de tomar uma decisão consciente e válida. Assim, o consentimento, da forma como é praticado atualmente, exige que se racionalizem os desejos, priorizando o pensamento em detrimento do sentimento, e a razão sobre as emoções. O consentimento resultante é moldado por um contratualismo de caráter neoliberal, o que torna bastante desafiadora a retirada do consentimento ou a alteração das condições da atividade em questão. Essa concepção, que trata o consentimento como um contrato entre dois (ou mais) atores individuais e racionais, não contempla formas de desconforto, vulnerabilidade ou diálogo dentro da prática consentida. Ademais, esse contratualismo apoia-se majoritariamente no consentimento verbal e afirmativo, negligenciando formas alternativas ou não verbais de manifestação do consentimento. Tal dependência das palavras compreensíveis tende a essencializar os sinais de afirmação e pode ser excludente, ao invalidar o consentimento não verbal. Além disso, o contratualismo pressupõe que o consentimento seja, por natureza, racional, implicando que sempre sabemos, de maneira racional, se desejamos ou não consentir algo. Porém, especialmente no âmbito das atividades interpessoais, sexuais ou não, nossas necessidades ou desejos nem sempre são totalmente racionais, podendo ser ambíguos, contraditórios ou pouco claros. Dessa forma, o consentimento sob a forma do contratualismo neoliberal é incapaz de abarcar e refletir essa ambiguidade e a ausência de racionalidade.

#### Debate sociocultural versus legal
Pode-se argumentar que há uma distinção raramente feita no debate sobre o consentimento: a distinção entre o sociocultural e o legal. Ao discutir o consentimento, os argumentos são frequentemente moldados em um contexto jurídico: que proteção precisamos no ordenamento legal atual? Quais formulações oferecem a melhor proteção às vítimas de violência sexual? Entretanto, ao se tratar dessa proteção, há também a necessidade de prevenção, ou seja, de uma proteção proporcionada pela sociedade, e não apenas pela lei.
Embora não seja certo que o consentimento afirmativo ofereça a melhor proteção jurídica para as vítimas sem comprometer sua autonomia, há outro perigo em vincular o debate legal à nossa compreensão global do consentimento. Apoiar-se exclusivamente no contexto jurídico e tratar essas questões como se o consentimento se resumisse a um elemento legal elimina a necessidade de mudanças e de debates em nível sociocultural, os quais podem oferecer ainda mais complexidade, flexibilidade e espaço para repensar nossos encontros sexuais e relacionais além da mera proteção contra a violência.
Com um certo nível de proteção, essa complexidade é necessária para repensar nossos encontros para além dos mantras de "não significa não" e "apenas sim significa sim", permitindo a imaginação de interações que transcendem o status quo atual.